# Ys (album)
Albums de Joanna Newsom
The Milk-Eyed Mender
(2004) Have One on Me
(2010)
Ys est un album de Joanna Newsom, sorti en 2006.

## L'album
Nommé en hommage à la ville d'Ys, l'album a été diffusé sur internet deux mois avant sa sortie. Vendu à plus de 250 000 exemplaires aux États-Unis, il entre dans de nombreux charts, dans le monde entier. Il est nommé en 2007 dans les Shortlist Music Prize (en).
L'album fait partie de nombreux classements de magazines et est entré dans Les 1001 albums qu'il faut avoir écoutés dans sa vie.

### Titres
Tous les titres sont de Joanna Newsom.
1. Emily (12:07)
2. Monkey & Bear (9:29)
3. Sawdust & Diamonds (9:54)
4. Only Skin (16:53)
5. Cosmia (7:15)

### Musiciens
- Bill Callahan : voix
- Matt Cartsonis : banjo, mandoline
- Grant Geissman : guitare électrique
- Don Heffington : percussions
- Emily Newsom : voix
- Joanna Newsom : harpe, voix
- Van Dyke Parks : accordéon
- Lee Sklar : basse électrique

#### Membres de l'orchestre
- Briana Bandy, Caroline Buckman, Karen Elaine, Miriam Mayer, David Stenske, Marda Todd, Jessica Van Velzen : alto
- Giovna Clayton, Erika Duke-Kirkpatrick : violoncelles
- Patricia Cloud, Susan Greenberg : flutes
- Peter Doubrovsky, Bart Samolis, David R. Stone : basses
- Jeff Driskill, Peter Nevin : clarinettes
- Phillip Fethar : hautbois
- Sharon Jackson, Gina Kronstadt, Edmund Stein, Cameron Patrick, Vladimir Polimatidi, Julie Rogers, John Wittenberg, Shari Zippert : violons
- Peter Kent : premier violon
- John D Mitchell : basson
- Robert O'Donnell, Jr. : trompette
- Terrence Schonig : marimba, cymbalum

## Charts
| Chart (2006)                        | Plcae position |
| ----------------------------------- | -------------- |
| The Billboard 200                   | 134            |
| U.S. Billboard Top Heatseekers      | 1              |
| U.S. Billboard Independent Albums   | 5              |
| U.S. Billboard Top Digital Albums   | 10             |
| U.S. Billboard Tastemakers          | 8              |
| U.S. Billboard Comprehensive Albums | 165            |
| UK Albums Chart                     | 41             |
| Irish Album Charts                  | 50             |
| Norwegian Album Chart               | 29             |
| France Album Chart                  | 168            |

## Récompenses et citations
- #1 – Blow Up's Top Albums of 2006[4]
- #1 – Drowned in Sound's Top Ten Albums of 2006[5]
- #1 – EMusic's Top Albums of 2006[4]
- #1 – Lost At Sea's Top Albums of 2006[4]
- #1 – Plattentests's Top Albums of 2006[4]
- #1 – Rock de Lux's Top Albums of 2006[4]
- #1 – Sound Generator's Top Albums of 2006[4]
- #1 – Tiny Mix Tapes's Favorite Albums of 2006[6]
- #2 – B92 Net Radio's Top Albums of 2006[4]
- #2 – No Ripcord's Top Albums of 2006[4]
- #2 – Rockerilla's Top Albums of 2006[4]
- #2 – Rolling Stone Germany's Top Albums of 2006[4]
- #3 – Dagsavisen's Top Albums of 2006[4]
- #3 – Daily California's Top Albums of 2006[4]
- #3 – Mucchio Selvaggio's Top Albums of 2006[4]
- #3 – Ondarock's Top Albums of 2006[4]
- #3 – Pitchfork's Top 50 Albums of 2006[7]
- #3 – Screenagers's Top Albums of 2006[4]
- #3 – The Wire's Records of 2006[8]
- #3 – Rate Your Music's Top Albums of 2006[9]
- #4 – Dagbladet's Top Albums of 2006[4]
- #4 – Dusted Magazine's Favorite Albums of 2006[10]
- #4 – HARP's Top Albums of 2006[4]
- #4 – Heaven's Top Albums of 2006[4]
- #4 – Les Choses's Top Albums of 2006[4]
- #4 – Spex's Top Albums of 2006[4]
- #4 – Stereogum's 2006 Gummy Awards[11]
- #4 – Uncut's Definitive Albums of 2006[12]
- #5 – Idolator's 2006 Jackin' Pop Critics Poll[13]
- #5 – Prefix Magazine's Top Albums of 2006[4]
- #6 – Spin's 40 Best Albums of 2006[14]
- #6 – The Village Voice's 2006 Pazz & Jop Critics Poll[15]
- #7 – Baltimore City Paper's Top Albums of 2006[4]
- #7 – BOOMKAT's Top Albums of 2006[4]
- #7 – Musikexpress's Top Albums of 2006[4]
- #7 – The Observer's Best Albums of 2006[16]
- #7 – Time's 10 Best Albums of 2006[17]
- #8 – The Austin Chronicle's 2006 in Albums[18]
- #8 – MusicOMH's Top Albums of 2006[4]
- #8 – PopMatters's Best Albums of 2006[19]
- #8 – Treble's Top Albums of 2006[4]
- #9 – Delusions of Adequacy's Top 10 Albums of 2006[20]
- #9 – Monitor's Top Albums of 2006[4]
- #10 – Stylus Magazine's Top 50 Albums of 2006[21]
- #12 – Cokemachineglow's Top Albums of 2006[4]
- #13 – Gaffa's Top Albums of 2006[4]
- #14 – Eye Weekly's Top Albums of 2006[4]
- #14 – Super 45's Top Albums of 2006[4]
- #15 – Playlouder's Top Albums of 2006[4]
- #16 – Hissing's Top Albums of 2006[4]
- #17 – Popnews's Top Albums of 2006[4]
- #17 – Refinery29's Top Albums of 2006[4]
- #20 – Mojo's Top Albums of 2006[4]
- #23 – Mondo Sonoro's Top Albums of 2006[4]
- #24 – Sonic's Top Albums of 2006[4]
- #24 – OOR's Top Albums of 2006[4]
- #25 – Les Inrockuptibles's Top Albums of 2006[4]
- AllMusic's Top Albums of 2006[22]
- BBC's Top Albums of 2006[22]
- Glide's Top Albums of 2006[22]
- Sentire Ascoltare's Top Albums of 2006[22]
- Nomination – Shortlist Prize's Top Albums of 2006[4]
- #1 – About.com's Top 100 Albums of the 2000s[23]
- #15 – Rock de Lux's Top 100 Albums
- #18 – Tiny Mix Tapes's Favorite 100 Albums of 2000–2009[24]
- #21 – Uncut's 150 Greatest Albums of the Decade[25]
- #26 – The Times's 100 Best Albums of the Noughties[26]
- #32 – Gigwise's 50 Greatest Albums of the 2000s[27]
- #83 – Pitchfork's Top 200 Albums of the 2000s[28]
- #83 – Playground's Top 200 Albums
- #13 – Clash Magazine's 50 Greatest Albums of Our Lifetime[29]
- #92 – Musikexpress's The 100 Best Albums 1969–2009
- Hervé Bourhis's 555 Records[4]
- Mention spéciale – The Guardian's 1000 Albums to Hear Before You Die[30]